# Chiesa di Sant'Anna (Giugliano)
La chiesa di Sant'Anna si trova nel centro storico di Giugliano in Campania, probabilmente in quello che era il suo nucleo più antico.
La chiesa esisteva già nel XIV secolo; coevo (o del secolo successivo) è il campanile, su quattro piani.
L'aspetto della facciata e del campanile si deve a recenti ridipinture, molto opache (tipico effetto cartoncino) e dai colori grigio, giallo, ocra.
I lavori sono stati eseguiti con i permessi della Sovrintendenza e, relativamente al tufo mascherato, sono stati effettuati dei sondaggi che sono risultati vani perché la pietra non era tutta levigata né con valore storico rilevante. Durante i  lavori di restauro è stata riportata alla luce una cappella del XII secolo. Di particolare importanza sono i due rocchi di piperno incastonati nei cantonali del campanile; si presume che essi provengano dall'antica città romana di Liternum. 

## Opere d'arte
Alla prima cappella a destra, Circoncisione di Fabrizio Santafede (1591); nella seconda cappella, del polittico con storie della passione di Cristo, opera di Pietro Negroni (XVI secolo), rimane solo la Deposizione: la cornice lignea con colonne tortili fu trafugata e poi ritrovata; i cinque pannelli della predella, invece, sono dispersi.
Nell'abside, quattro dipinti del XVI secolo; in sacrestia, ancora di Pietro Negroni, Madonna col Bambino e Santi. Da segnalare anche il fonte battesimale del XVI secolo.